# بورجا فرناندز (بازیکن فوتبال زاده ۱۹۹۵)
بورجا فرناندز (انگلیسی: Borja Fernández؛ زادهٔ ۱۶ اوت ۱۹۹۵) بازیکن فوتبال اهل اسپانیا است.
از باشگاه‌هایی که در آن بازی کرده‌است می‌توان به باشگاه فوتبال سلتاویگو اشاره کرد.
وی همچنین در تیم ملی فوتبال زیر ۱۹ سال اسپانیا بازی کرده‌است.